# Jaroslav Frydrych
Jaroslav Frydrych (17. října 1928, Kroměříž – 13. srpna 1982, Rožnov pod Radhoštěm) byl moravský akademický malíř, jehož domovem i trvalou inspirací se stalo Valašsko. Maloval krajinu i portréty místních lidí, přilnul zejména k oblasti v okolí Valašské Bystřice. Věnoval se také hře na housle a byl i cimbalistou rožnovského souboru Radhošť.

## Život

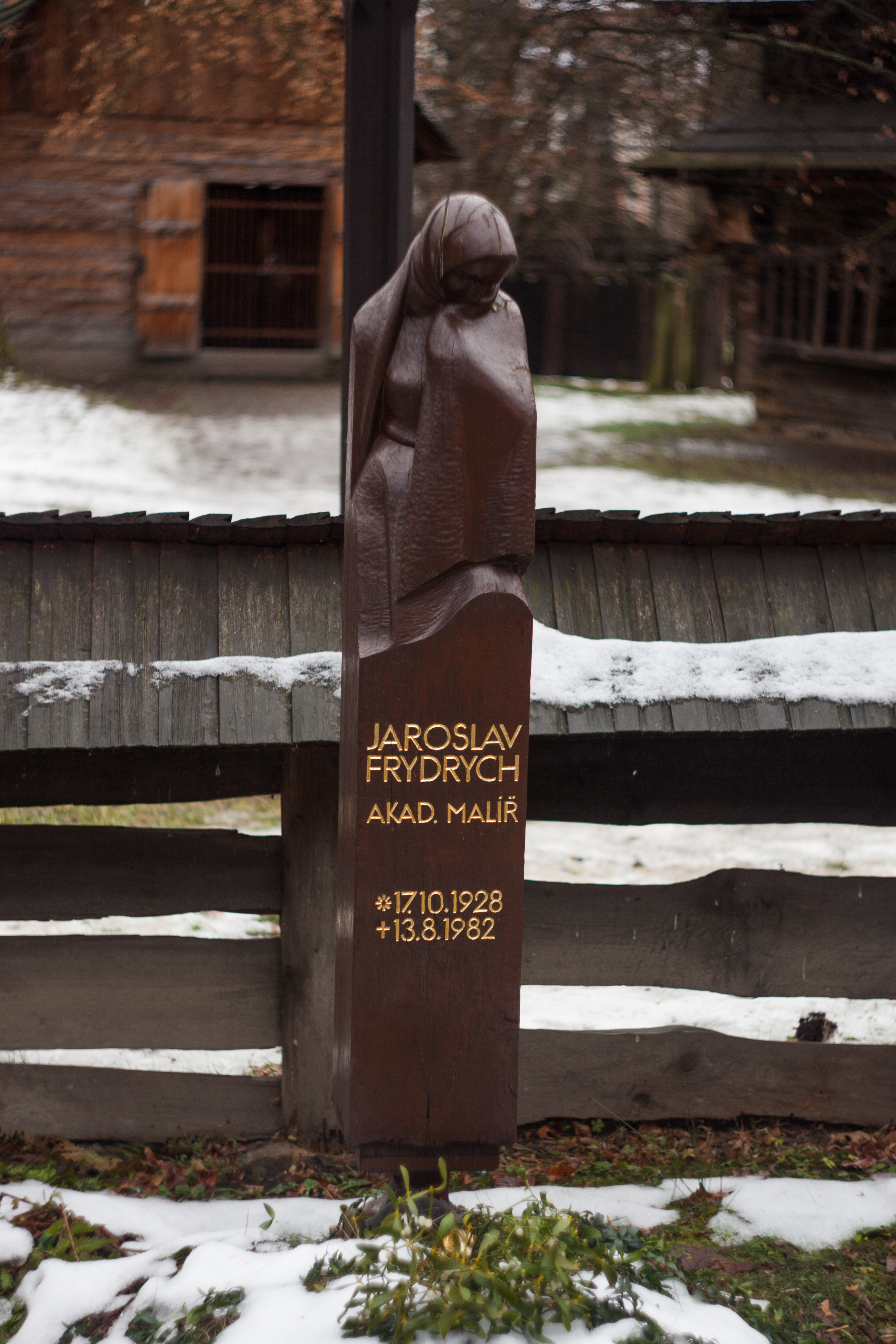
Hrob Jaroslava Frydrycha na Valašském Slavíně

Jaroslav Frydrych studoval na Pedagogické fakultě Palackého univerzity v Olomouci u profesora Jana Zrzavého a na Vysoké škole uměleckoprůmyslové v Praze v ateliéru Antonína Pelce.
Poté žil v Rožnově a v letech 1957-1968 byl zaměstnán v podniku Tesla.
Zemřel náhle ve věku 54 let. Je pochován na Valašském Slavíně.